# Trần Kỷ (Viên Thuật)
Trần Kỷ (chữ Hán: 陳紀; bính âm: Chen Ji) và một viên chỉ huy của lực lượng quân đội của lãnh chúa Viên Thuật trong thời Tam Quốc của lịch sử Trung Quốc.

## Tiểu sử
Sau khi Viên Thuật xưng đế, muốn kết liên minh với Lã Bố nhưng bị Lã Bố làm mất mặt nên đã dẫn quân tấn công Lã Bố. Trần Kỷ thống lĩnh đội quân thứ ba trực chỉ tiến về lấy Nghi Đô. Lã Bố sai Trần Cung dẫn một đạo đến Nghi Đô để chống với Trần Kỷ. Quân của Lã Bố với chiến thuật hợp lý đã đánh bại quân của Viên Thuật. Trần Kỷ phải rút về.
Sau này khi Tào Tháo tiến đánh Viên Thuật, Trần Kỷ theo Viên Thuật chống nhau với Tào Tháo và được giao nhiệm vụ cùng với các tướng khác cố thủ ở thành Thọ Xuân. Quân Tào tấn công dữ dội, Trần Kỷ cùng các tướng giữ thành Thọ Xuân bị bắt và bị Tào Tháo hành quyết.